# Neosecotium africanum
Neosecotium africanum är en svampart som först beskrevs av Lloyd, och fick sitt nu gällande namn av Singer & A.H. Sm. 1960. Neosecotium africanum ingår i släktet Neosecotium och familjen Agaricaceae.   Inga underarter finns listade i Catalogue of Life.